# Kbps
kbps je znak za kilobit per second, engleskog naziva za kilobit u sekundi (tisuću bita u sekundi), mjerne jedinice za brzinu prijenosa podataka u računarstvu i komunikacijama.
Preporučeni međunarodni znak za kilobit u sekundi je kbit/s.